# 高田昌幸
高田 昌幸（たかだ まさゆき、1960年 - ）は、日本のジャーナリスト、フロントラインプレス合同会社代表。東京都市大学メディア情報学部教授。元北海道新聞・高知新聞記者。

## 経歴
高知県立高知追手前高等学校卒業後、東京で新聞店従業員を経て法政大学法学部政治学科入学。卒業後、一般企業を経て、1986年北海道新聞入社。小樽報道部、本社経済部、本社社会部、東京支社政治経済部、本社報道本部編集委員、同部次長、東京支社国際部編集委員、ロンドン支局、東京支社国際部次長を経て、本社運動部次長。2011年6月に退社しフリーに。2012年4月に高知新聞に入社。社会部に所属。2017年3月に退社。同年4月より東京都市大学教授。
北海道拓殖銀行の破綻と営業譲渡、地元百貨店の乱脈経営、地元信用金庫の不正融資事件などを取材。
1996年、取材班の一員として「北海道庁公費乱用の一連の報道」で新聞協会賞、および日本ジャーナリスト会議（JCJ）奨励賞を受賞。
2004年、取材班代表として北海道警裏金事件取材（キャップ佐藤一、サブキャップ中原洋之輔、松本成一、林真樹、峯村秀樹、米林千晴、田中徹、青木美希、内山岳志、古田佳之、大出行秀）で新聞協会賞、JCJ大賞、菊池寛賞、新聞労連ジャーナリスト大賞を受賞。
2019年、“「誰も知らない世界を　誰もが知る世界に」を掲げて調査報道や手触り感のあるルポを軸に、新しいかたちでニュースを世に送り出す取材記者グループ”「Frontline Press」を、取材記者や研究者ら約30人と共に立ち上げた。

## 著書
- 『真実――新聞が警察に跪いた日』（柏書房、2012年，角川文庫、2014年）
- 『伝える技法――プロが教える苦手克服文章術』（旬報社、2015年）

## 共著
- 『警察幹部を逮捕せよ!――泥沼の裏金作り』（大谷昭宏、宮崎学、北海道新聞取材班との共著、旬報社、2004年）
- 『追及・北海道警「裏金」疑惑』（北海道新聞取材班、講談社文庫、2004年）
- 『日本警察と裏金――底なしの腐敗』（北海道新聞取材班編、講談社文庫、2005年）
- 『ブログ・ジャーナリズム――300万人のメディア』（藤代裕之、湯川鶴章との共著、野良舎、2005年）
- 『権力 ＶＳ 調査報道』（小黒純との共編著、旬報社、2011年）
- 『メディアの罠――権力に加担する新聞・テレビの深層』（青木理、神保哲生との共著、産学社、2012年）
- 『戦争は秘密から始まる――秘密保護法でこんな記事は読めなくなる』（日本新聞労働組合連合「新聞労連編、合同出版、2015年）
- 『権力に迫る「調査報道」――原発事故、パナマ文書、日米安保をどう報じたか』（大西祐資、松島佳子との共著、旬報社、2016年）

## 編集
- 『日本の現場＜地方紙で読む＞』（清水真との編集、旬報社、2010年）
- 『希望』（旬報社、2011年）
- 『@Fukushima―私たちの望むものは』（産学社、2011年）
- 『日本の現場＜地方紙で読む＞2012』（清水誠、花田達朗との編集、旬報社、2012年）